# Gary Hughes
Gary Hughes (Manchester, 5 luglio 1967) è un cantante, compositore e musicista britannico.

## Biografia
Iniziò a suonare la chitarra a 9 anni per poi frequentare la Royal Northern College of Music.
La sua carriera musicale comincia nel 1989 quando realizza il suo primo album, Big Bad Wolf (in seguito cambierà nome e fu prodotto nuovamente come Strength of Heart).
Nel 1992 firma per la Now & Then Records con la quale pubblica l'album omonimo.
Nel 1996 chiama a sé l'ex chitarrista dei Dare Vinny Burns e il batterista Greg Morgan per realizzare quelli che sarebbero dovuti essere il suo 3º e 4º album. Nacquero così i Ten.
Nonostante gli impegni con il proprio gruppo da oltre 10 anni, continua a sfornare album solisti, oltre a scrivere canzoni, musiche e produrre album per altri artisti.

## Discografia

### Solista
- 1989 - Big Bad Wolf
- 1990 - Strength of Heart
- 1992 - Gary Hughes
- 1998 - Precious Ones
- 2003 - Once and Future King Part I
- 2003 - Once and Future King Part II
- 2007 - Veritas
- 2021 - Waterside

### Ten

#### Album in studio
- 1996 – X
- 1996 – The Name of the Rose
- 1997 – The Robe
- 1999 – Spellbound
- 2000 – Babylon
- 2001 – Far Beyond the World
- 2004 – Return to Evermore
- 2006 – The Twilight Chronicles
- 2011 – Stormwarning
- 2012 – Heresy and Creed
- 2014 – Albion
- 2015 – Isla de Muerta
- 2017 – Gothica
- 2018 – Illuminati
- 2022 – Here Be Monsters
- 2023 –  Something Wicked This Way Comes

### EP
- 1996 - The Name of the Rose
- 1997 - The Robe
- 1997 - You're In My Heart
- 1999 - Fear the Force
- 2015 - The Dragon And Saint George

#### Live album
- 1998 - Never Say Goodbye

#### Compilation
- 1999 - Ten/The Name of the Rose
- 1999 - The Robe/Bonus Collection
- 1999 - The Best of Ten 1996-1999
- 2005 - The Essential Collection 1995-2005
- 2016 - Battlefield – The Rocktopia Records Collection - Limited Release Double CD Collection
- 2019 - Opera Omnia
- 2021 - Decades

## Partecipazioni

### Hugo
- 1997 - Hugo

### Bob Catley
- 1998 - The Tower
- 1999 - Legends
- 2001 - Middle Earth

### Vinny Burns
- 1999 - The Journey

### Johnny Lima
- 1999 - Shine On

### Ayreon
- 2000 - Ayreonauts Only